# محمد الصحفي
محمد الصحفي (2 أكتوبر 1975 - ) هو لاعب كرة قدم سعودي سابق يلعب كمدافع.

## روابط خارجية
- محمد الصحفي على موقع الاتحاد الدولي (مؤرشف)  (الإنجليزية)
- محمد الصحفي على موقع قاعدة بيانات كرة القدم.إي يو (الإنجليزية)
- محمد الصحفي على موقع ناشيونال فوتبول تيمز (الإنجليزية)
- محمد الصحفي على موقع عالم كرة القدم.نت (الإنجليزية)